# L'Iris de Suse
L'Iris de Suse est un roman de Jean Giono publié en 1970, le dernier paru de son vivant.
Le titre du roman est, selon Giono, le nom d’un petit os, le Teleios, qui signifie, en grec, toujours selon Giono : « celui qui met la dernière main à tout ce qui s’accomplit ». Un os « caché derrière le maxillaire supérieur », « qui ne sert à rien », mais qui permet de rendre les choses « complètes ».

## Résumé
Le roman suit les aventures de Jean Rameau, dit Tourniquet, ou Tringlot, un brigand qui mène à Toulon une vie bourgeoise, tout en participant nuitamment aux expéditions d’une bande de malfaiteurs.
Ayant découvert le magot de la bande, il s’en empare et se réfugie dans l’arrière-pays, où il gagne les alpages en compagnie de bergers transhumants.
Il fait ainsi la connaissance de Louiset et d' Alexandre. À leur contact, mais également aidé par Casagrande le guérisseur, Tringlot va lentement abandonner le fardeau de sa vie passée et trouver une nouvelle place dans le monde, au service de l’Absente, une jeune veuve fragile qu’il décide de protéger. 
Pour ce faire, il devra rendre le trésor volé et s’établir dans le village où elle habite pour veiller sur elle.

## Thèmes
Selon Jean Arrouye, L'Iris de Suse est une méditation sur le temps. Elle oppose le temps « cyclique, immobile, anhistorique » de l'estive et des bergers, et le temps « immédiat » des « passions intermittentes » motivant les actions passées du personnage principal. En se laissant progressivement envahir par le premier et en abandonnant le second, grâce à un nouvel environnement humain et naturel, Tringlot finira par trouver sa juste place dans l'espace et dans le temps.

## Éditions
- 1970 - L'Iris de Suse, Collection NRF, Gallimard, à Paris.
- 1974 - L'Iris de Suse, Collection Folio n° 573, Gallimard, à Paris.
- 1983 - L'Iris de Suse, in "Jean Giono - Œuvres romanesques complètes", Tome VI (1227 pages), Gallimard, Bibliothèque de la Pléiade, Édition établie par Robert Ricatte avec la collaboration de Pierre Citron, Henri Godard, Janine et Lucien Miallet et Luce Ricatte,   (ISBN 978-2-07-011071-1)